# فرودگاه شهرستان هریس
فرودگاه شهرستان هریس (به انگلیسی: Harris County Airport) یک فرودگاه همگانی بهره‌برداری هوایی با کد یاتا PIM است که یک باند فرود آسفالت دارد و طول باند آن ۱۵۲۵ متر است. این فرودگاه در کشور ایالات متحده آمریکا قرار دارد و در ارتفاع ۲۷۵ متری از سطح دریا واقع شده‌است.